# Bethelium
Bethelium is een kevergeslacht uit de familie van de boktorren (Cerambycidae). De wetenschappelijke naam van het geslacht werd voor het eerst geldig gepubliceerd in 1866 door Pascoe.

## Soorten
Bethelium omvat de volgende soorten:
- Bethelium affine Aurivillius, 1917
- Bethelium bifasciatum Aurivillius, 1917
- Bethelium cleroides (White, 1855)
- Bethelium healyi Gressitt, 1959
- Bethelium inconspicuum McKeown, 1948
- Bethelium inscriptum (Pascoe, 1862)
- Bethelium monticola Gressitt, 1959
- Bethelium novaguineum Gressitt, 1959
- Bethelium ornatum (Blackburn, 1892)
- Bethelium ruidum (Pascoe, 1866)
- Bethelium signiferum (Newman, 1840)
- Bethelium spinicorne Blackburn, 1899
- Bethelium subopacum Lea, 1918
- Bethelium tillides (Pascoe, 1866)
- Bethelium x-scriptum Aurivillius, 1917